# North Berks Football League
De North Berks Football League is een Engelse regionale voetbalcompetitie en werd opgericht in 1908. Er zijn 5 divisies waarvan de hoogste zich op het 11de niveau in de Engelse voetbalpiramide bevindt. Ondanks de naam van de league komen de meeste clubs uit het zuiden van Oxfordshire. De kampioen kan promoveren naar de Hellenic League. 

## Past Champions
Note: this list is not complete
| Season  | Division One winners |
| ------- | -------------------- |
| 2005/06 | Lambourn Sports      |
| 2004/05 | Drayton              |
| 2003/04 | Kintbury Rangers     |
| 2002/03 | Kintbury Rangers     |
| 2001/02 | Kintbury Rangers     |
| 2000/01 | Shrivenham           |
| 1999/00 | Saxton Rovers        |
| 1998/99 | Saxton Rovers        |
| 1997/98 | Shrivenham           |
| 1996/97 | Drayton              |
| 1995/96 | Saxton Rovers        |
| 1994/95 | Harwell Village      |
| 1993/94 | Saxton Rovers        |
| 1992/93 | Harwell Village      |
| 1991/92 | Saxton Rovers        |
| 1990/91 | Saxton Rovers        |
| 1989/90 | Letcombe             |
| 1988/89 | Milton United        |
| 1987/88 | Milton United        |
| 1986/87 | Saxton Rovers        |
| 1985/86 | Milton United        |
| 1984/85 | Saxton Rovers        |